# Puig de la Guàrdia (Orís)
El Puig de la Guàrdia és una obra d'Orís (Osona) declarada bé cultural d'interès nacional.

## Descripció
Fortalesa enfront del castell situat a l'actual turó conegut amb el nom de Puig Colomer. Segons la planimetria realitzada a començaments de segle per l'arquitecte J.M. Pericas, es podrien veure un seguit de murs que conformarien una estructura quadrangular, acompanyada d'un seguit de retalls a la roca o forats de pal. Aquesta guàrdia funcionaria com a guaita del castell d'Orís. Actualment només restarien els fonaments parcialment coberts per sediment i vegetació.

## Història
Documentat el 1280.